# Strubekræft
Strubekræft eller larynxcancer er en ondartet kræftsygdom, der rammer slimhindeceller i struben; enten på stemmebåndet eller i strubehovedet. Sygdommen spreder sig via metastaser til lymfeknuderne eller mere sjældent via blodbanerne. 
Behandlingen omfatter strålebehandling eller operation. Fire ud af fem af de cirka 250 årlige forekomster af sygdommen i Danmark konstateres hos mænd. 
Risikoen for at udvikle strubekræft øges ved indtag af tobak og alkohol.